# Biliontina
Biliontina je pojem, který v desítkové soustavě představuje číslo. Záleží ovšem na zemi, ve které se nacházíme, jaké číslo přesně znamená. Desítková soustava uznává dva základní druhy zápisu. V krátké soustavě představuje číslo 10−9 (0,000000001) . V dlouhé soustavě, která se používá v Česku, představuje číslo 10−12 (0,000000000001).